# Collège de Calvy
 (avril 2017).
Si vous disposez d'ouvrages ou d'articles de référence ou si vous connaissez des sites web de qualité traitant du thème abordé ici, merci de compléter l'article en donnant les références utiles à sa vérifiabilité et en les liant à la section « Notes et références ».
Le collège de Calvy ou Calvi, ou « petite Sorbonne », est un collège de l'ancienne université de Paris, fondé en 1271 par Robert de Sorbon, chapelain du roi Louis IX, afin de permettre aux étudiants pauvres de se consacrer à l'étude des humanités et de la philosophie.

## Histoire

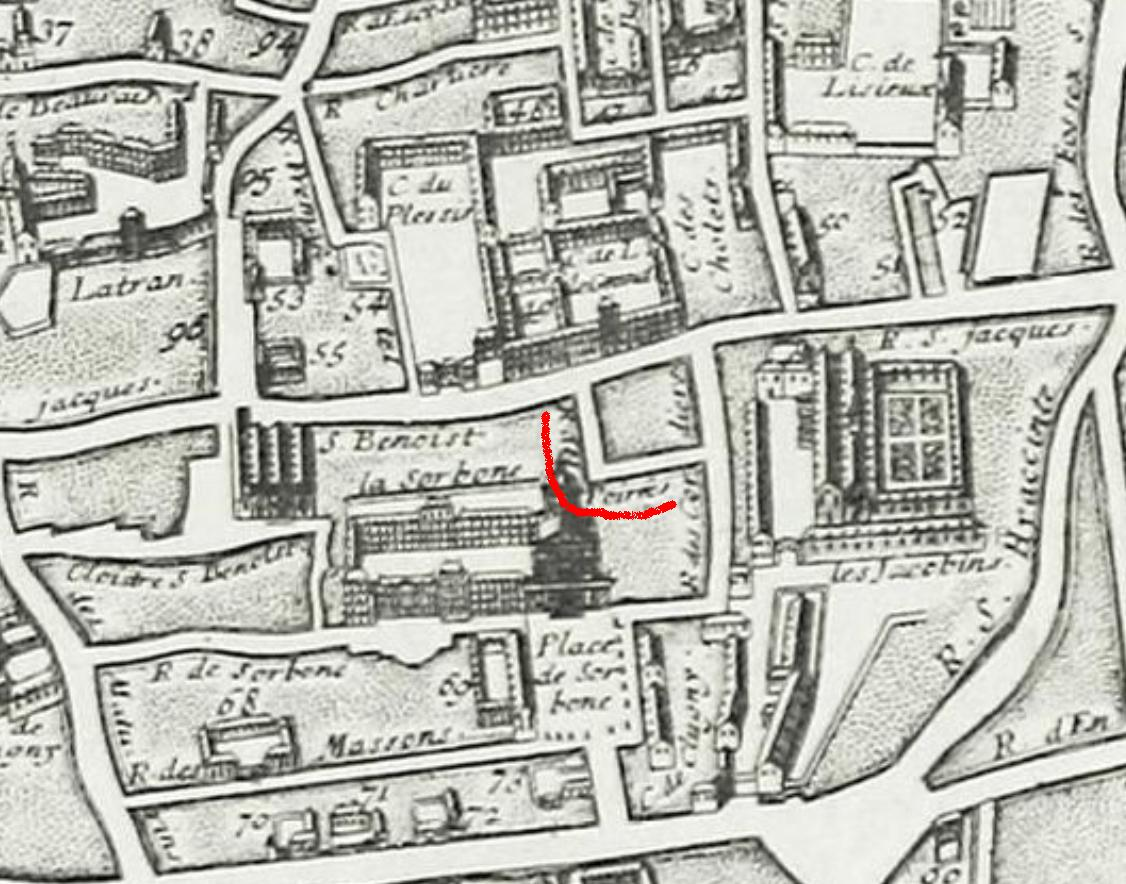
Plan partiel de 1713 de Jaillot ou apparait la rue des Poirées

Bordant la partie Nord de la rue des Poirées, il était voisin du collège de Sorbonne, dont il était en réalité une émanation. Son surnom de "petite Sorbonne"  était affiché au dessus de sa porte : "Sorbona parva vocor, mater mea Sorbonna major".
Tandis que le collège de Sorbonne n'accueillait que des étudiants déjà maîtres ès arts, inscrits à la faculté de théologie, le collège de Calvi était, lui, destiné à former les plus jeunes élèves préparant la maîtrise. Les étudiants, parfois très jeunes, y suivaient le cycle de grammaire, puis celui de philosophie. Les cours de grammaire s'échelonnaient sur neuf années, de la neuvième à la première. 
On y réunit le collège des Dix-Huit.
Il fut détruit, en 1628, lors de la reconstruction du collège de Sorbonne. Il occupait la place de l'église.